# Dom urodzin Amedeo Modiglianiego
Dom urodzin Amedeo Modiglianiego (wł. Casa natale Amedeo Modigliani) to muzeum położone w Livorno przy Via Roma 38 i poświęcone malarzowi Amedeo Modiglianiemu, który tu się urodził. Organizacyjnie podlega Guastalla Centro Arte w Livorno.

## Historia
Dom urodzin Amedeo Modiglianiego gromadzi dokumentację dydaktyczną i fotograficzną obejmującą życie i twórczość artysty, zarówno z jego lat spędzonych w rodzinnym mieście (1884-1906), jak i z okresu paryskiego (1906-1920); wśród dokumentów są rękopisy autorskie będące własnością Archives Legales w Paryżu. Oryginalne wyposażenie domu zostało zrekonstruowane na podstawie dokumentacji rodzinnej Garsin-Modigliani, a meble rozlokowano zgodnie z potrzebami wystawowymi. W domu tym matka artysty prowadziła prywatną szkołę o profilu kulturalnym i językowym, która szybko zdobyła sobie opinię najlepszej szkoły w mieście.
Otwarcie domu-muzeum w 2004 roku było marzeniem jego córki artysty, Jeanne, która tuż przed śmiercią w roku 1984 wyraziła życzenie, aby dom rodzinny ojca stał się ośrodkiem studiowania jego twórczości.
W domu są organizowane konferencje o tematyce artystycznej, projekcje wideo, prezentacje książek, poświęconych przeważnie Modiglianiemu i awangardzie artystycznej pierwszej połowy XX wieku.
Organizowane są również wystawy dzieł artystów, z którymi Modigliani się przyjaźnił, takich jak: Marc Chagall, Pablo Picasso, Max Jacob, Georges Braque i innych, a także artystów współczesnych zainspirowanych sztuką Modiglianiego.
Organizowane są również studia poświęcone twórczości Modiglianiego.